# 葉山小姫
葉山 小姫（はやま さき、1978年11月25日 -）は、日本の元AV女優、元ストリッパー。

## 略歴
グラビア、AV女優を経て、2000年6月1日、川崎ロック座でストリッパーとしてデビュー。

## 人物
趣味はパソコン、ボディボード。コレクションはピアス、シール。マイブームはミシンがけ。特技はパソコン、寝ること。
好きな物は、食べ物ではプリン、肉、イチゴ。飲み物ではカフェオレ。花ではバラ。ブランドではシャネル、アナスイ。香水は爽やか系。
嫌いな物はキュウリ、シイタケ。
劇場での差し入れ希望は花、シール、杏仁豆腐、飲み物（水など）。

## 主な出演作品

### アダルトビデオ
- 恥辱のフィアンセ（1997年7月、h.m.p）
- ワイセツ吐息（1999年8月25日）
- おしゃぶりな妖精（1999年3月31日、h.m.p）
- 受精しちゃうかも（1999年4月30日、h.m.p）
- 乙女の発情期（1999年5月31日、h.m.p）
- ひめいじり（1999年8月28日、h.m.p）
- ノーパンOL制服レイプ（1999年9月22日、h.m.p）
- 微熱の天使たち ②（1999年11月26日、h.m.p）
- OLレイプ地獄（2000年1月25日）
- Deeps ②（2000年2月12日、グレース）
- 疵（2000年3月25日、グレース）
- C-EMOTION[葉山小姫]（2000年6月2日、Mr.プレジデント）
- 微熱の天使たち ③ 乙女のエクスタシー（2000年8月25日、h.m.p）
- Bodycon Angels（2001年6月1日、MOODYZ）
- JYOSHIKOUSEI（女子校生）（2001年7月1日、MOODYZ）
- NURSE（2000年9月1日、MOODYZ）
- CABARET&CLUB（2000年9月1日、MOODYZ）
- GRACE EXPRESS（2000年9月30日、シーツーコーポレーション）全12名
- 犯して…（2000年11月1日、MOODYZ）
- エレクトクイーン10連発 PART4（2001年3月10日、シーツーコーポレーション）全14名
- 犯された女たち（2002年9月1日、MOODYZ）- 総集編

### アダルトDVD
- Gallery（2000年4月21日、h.m.p）
- コスプレ倶楽部 ボディコン編（2001年6月8日）
- フロムハートコレクション（2002年1月26日、桃太郎映像）
- 「痴」女優 葉山小姫　（2002年4月5日、ワープエンタテインメント）
- style.和 KIMONO MIX　（2002年5月2日、ドリームチケット）
- 早熟痴女 葉山小姫　（2002年5月31日、グローリークエスト）
- 痴女2　（2002年6月6日、ドリームチケット）
- 艶 葉山小姫　（2002年7月5日、グローリークエスト）
- バーチャル巨乳劇場　（2002年8月8日、SWITCH（ドリームチケット））
- ビージーン8 復刻盤（2003年3月7日、桃太郎映像）
- 女ど〜る　（2004年6月11日、桃太郎映像）